# Кіппур
Кіппур (англ. Kippure ірл. Cipiúr) — гора в Ірландії на кордоні графств Дублін і Віклов. З гори видно Дублін і Дублінську затоку. На схилах беруть свій початок річки Ліффі і Доддер.
Кіппур є популярним місцем для любителів активного відпочинку та пішого туризму. Тут розташовано ретранслятор телевізійних і радіостанцій.